# Koranski Lug
Koranski Lug falu Horvátországban, Károlyváros megyében. Közigazgatásilag Rakovicához tartozik.

## Fekvése
Károlyvárostól 53 km-re délre, községközpontjától 9 km-re északkeletre, a Kordun területén, a Korana bal partján fekszik.

## Története
1857-ben 210, 1910-ben 188 lakosa volt. Trianonig Modrus-Fiume vármegye Ogulini járásához tartozott. A horvát közigazgatási reform előtt Kordunski Ljeskovac része volt. 1991-től 1995-ig a Krajinai Szerb Köztársasághoz tartozott. 1995 augusztusában a Vihar hadművelet során foglalta vissza a horvát hadsereg. 2011-ben már nem volt állandó lakossága.

## Lakosság
| Lakosság változása | Lakosság változása | Lakosság változása | Lakosság változása | Lakosság változása | Lakosság változása | Lakosság változása | Lakosság változása | Lakosság változása | Lakosság változása | Lakosság változása | Lakosság változása | Lakosság változása | Lakosság változása | Lakosság változása | Lakosság változása |
| ------------------ | ------------------ | ------------------ | ------------------ | ------------------ | ------------------ | ------------------ | ------------------ | ------------------ | ------------------ | ------------------ | ------------------ | ------------------ | ------------------ | ------------------ | ------------------ |
| 1857               | 1869               | 1880               | 1890               | 1900               | 1910               | 1921               | 1931               | 1948               | 1953               | 1961               | 1971               | 1981               | 1991               | 2001               | 2011               |
| 210                | 212                | 180                | 211                | 197                | 188                | 180                | 166                | 89                 | 31                 | 32                 | 96                 | 0                  | 0                  | 2                  | 0                  |